# Hendrik de Mol

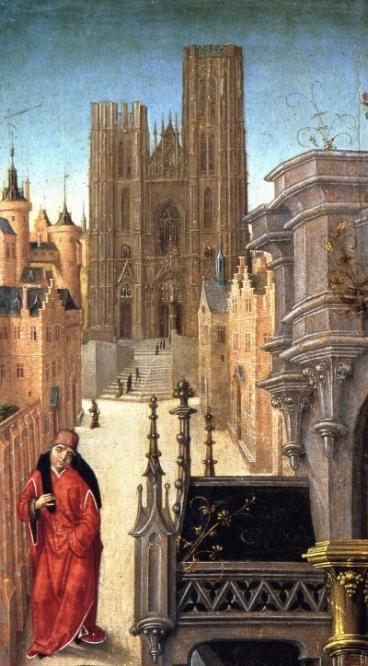
Detail met de onafgewerkte Sint-Goedelekerk uit de Pastorale onderrichting, een werk in het Louvre geschilderd ca. 1480 door de Meester van Sint-Goedele.

Hendrik de Mol alias Coomans († 1470) was een Brabants bouwmeester.

## Levensloop
De Mol behoorde tot een grote, niet-adellijke familie van steenhouwers. Zijn vader Gillis, getrouwd met Margaretha Vander Alffenen, had bezittingen rond Brussel in plekken als Sint-Ulriks-Kapelle, Bodegem en Asse. In dat laatste dorp bouwde Gillis de Mol aan de Sint-Martinuskerk, waar hij in 1439 een gebedsdienst stichtte met zijn zoon. Die bezat een steenhouwersatelier en had verschillende steengroeven in erfpacht, onder meer in Laken en Ossegem. Hij was meester bij de Vier Gekroonden en zetelde herhaaldelijk in de stadsmagistraat (1443, 1454, 1458 en 1461). In 1468 was De Mol burgemeester van de Naties. Met zijn vrouw Katrien Vanden Bossche bezat hij een brouwerij in Wolsem bij Bodegem. Hun zonen Hendrik, Jan en Jeronimus werden in resp. 1455, 1456 en 1458 op hun beurt lid van het steenbickelerenambacht. Er was ook een vierde zoon Gielijs.
In 1443 volgde De Mol zijn vriend Gillis Joos op als loodsmeester van de kapittelkerk van Anderlecht. Joos had toen meer dan de handen vol met een andere werf, want sinds enkele jaren was hij meester werckman van Sinte-Goedelen kerke, tegenwoordig de Brusselse kathedraal. Bij diens overlijden in 1460 ging De Mol deze bouwloods leiden. Het jaar voordien had hij met Joos nog een gebedsdienst gesticht onder het doksaal van deze kerk. Mogelijk was het onder zijn leiding dat de laatste verdieping van de noordelijke toren werd voltooid. In 1468-69 vaardigde de Rekenkamer van Brabant hem af op een inspectietocht met Herman de Vogel, Hendrik van Redingen en Mathieu de Layens. Bij De Mols dood in 1470 werd de Sint-Goedeleloods overgenomen door Jan van Ruysbroeck. Hij werd begraven naast Joos bij het Hiëronymusaltaar dat ze hadden opgericht.

## Naamvarianten
Zijn voornaam werd regelmatig gespeld als Heinric(k). Zijn alternatieve familienaam komt ook voor als Cooman, Coeman en Choman.